# Leendert Ginjaar

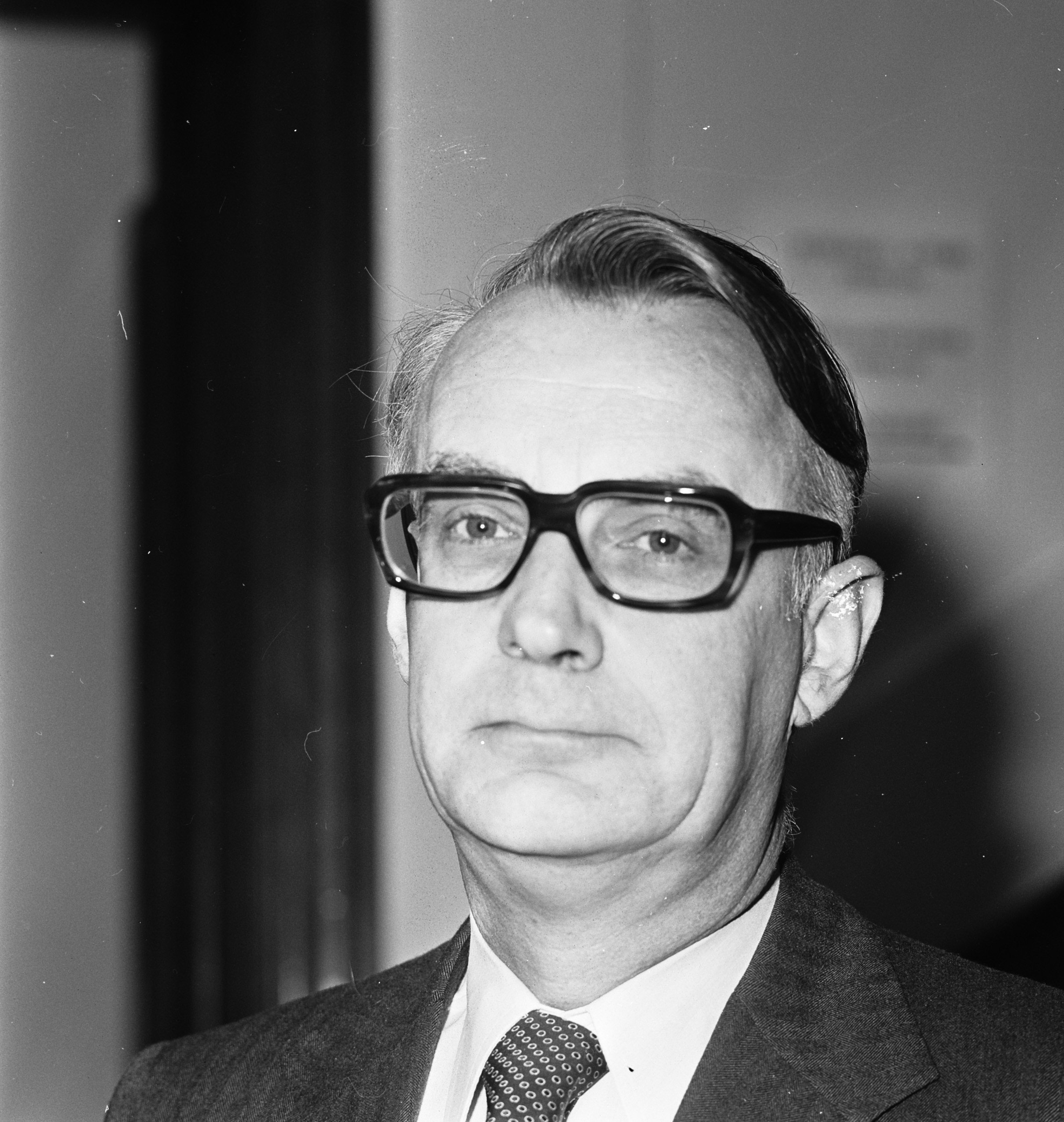
Leendert Ginjaar

Leendert Ginjaar (* 28. Mai 1928 in Leiden, Provinz Zuid-Holland; † 17. September 2003 in Goes, Provinz Zeeland) war ein niederländischer Chemiker und Politiker der Volkspartij voor Vrijheid en Democratie (VVD), der unter anderem zwischen 1977 und 1981 im Kabinett Van Agt I als Minister für Gesundheit und Umwelt für die Einführung zahlreicher Umweltgesetze wie die Allgemeinen Bestimmungen zur Umwelthygiene und das Lärmbelastungsgesetz sowie erweiterte gesetzliche Regelungen zur Umweltverträglichkeitsprüfung und zum Bodenschutz verantwortlich war. Ferner verteidigte er mit Justizminister Job de Ruiter die neue, liberale gesetzliche Regelung zum Schwangerschaftsabbruch, die zum 1. November 1984 in Kraft trat. In der Ersten Kammer der Generalstaaten war er des Weiteren Mitglied und Vorsitzender der VVD-Fraktion. Während seiner Amtszeit als Vorsitzender der Volkspartij voor Vrijheid en Democratie zwischen 1986 und 1991 spielte er eine maßgebliche Rolle beim Wechsel von Joris Voorhoeve zu Frits Bolkestein als Politischer Leiter der VVD 1990. Seine Ehefrau Nell Ginjaar-Maas war zwischen 1982 und 1989 Staatssekretärin im Ministerium für Bildung und Wissenschaft.

## Leben
Leendert Ginjaar, dessen Vater Portier war, arbeitete als Chemiker bei der Niederländischen Organisation für Angewandte Naturwissenschaftliche Forschung TNO (Nederlandse Organisatie voor toegepast-natuurwetenschappelijk onderzoek). 1971 wurde er für die Volkspartij voor Vrijheid en Democratie (VVD), der er 1960 als Mitglied beigetreten war, zum Mitglied des Parlaments (Provinciale Staten) der Provinz Zuid-Holland gewählt und gehörte diesem bis 1977 an. Im Kabinett Van Agt I wurde er am 19. Dezember 1977 Minister für Gesundheit und Umwelt (Minister van Volksgezondheid en Milieuhygiëne) und bekleidete dieses Amt bis zum 11. September 1981. In dieser Funktion war er für die Einführung zahlreicher Umweltgesetze wie die Allgemeinen Bestimmungen zur Umwelthygiene WABM (Wet algemene bepalingen milieuhygiëne) und das Lärmbelastungsgesetz (Wet geluidhinder) sowie erweiterte gesetzliche Regelungen zur Umweltverträglichkeitsprüfung und zum Bodenschutz verantwortlich. Ferner verteidigte er mit Justizminister Job de Ruiter die neue, liberale gesetzliche Regelung zum Schwangerschaftsabbruch, die zum 1. November 1984 in Kraft trat. Daneben war er vom 3. April bis zum 4. Mai 1979 kommissarischer Minister ohne Geschäftsbereich der Zuständigkeit für Wissenschaftspolitik (Minister zonder portefeuille voor Wetenschapsbeleid).
Nach seinem Ausscheiden aus der Regierung war Ginjaar für die VVD zwischen dem 25. August 1981 und dem 10. Juni 2003 Mitglied der Ersten Kammer der Generalstaaten (Eerste Kamer der Staten-Generaal). Daneben engagierte er sich vom 1. September 1982 bis zum 1. Januar 1986 als Vorsitzender des Präsidiums (College van Bestuur) der Universität Utrecht. In der Ersten Kammer fungierte er zwischen dem 20. September 1983 und dem 10. Juni 2003 als Vorsitzender des Ständigen Ausschusses für wissenschaftliche Bildung und Wissenschaftspolitik (Vaste commissie voor het Wetenschappelijk Onderwijs en Wetenschapsbeleid) sowie als Nachfolger von Jan Kamminga vom 29. November 1986 bis zu seiner Ablösung durch Dian van Leeuwen-Schut am 4. Oktober 1991 Vorsitzender der Volkspartij voor Vrijheid en Democratie. In dieser Funktion spielte er eine maßgebliche Rolle beim Wechsel von Joris Voorhoeve zu Frits Bolkestein als Politischer Leiter der VVD 1990. Er war zugleich in Teilzeit von März 1990 bis September 1994 Professor für Umweltgesundheit an der Universität Maastricht. Danach war er vom 23. Juni 1995 bis zum 11. März 1997 stellvertretender Vorsitzender des Ständigen Ausschusses für Raumplanung und Umweltmanagement(Vaste commissie voor Ruimtelijke Ordening en Milieubeheer). Zuletzt fungierte er zwischen dem 11. März 1997 und dem 14. September 1999 als Vorsitzender der VVD-Fraktion in der Ersten Kammer.
Seine Ehefrau Nell Ginjaar-Maas war zwischen 1982 und 1989 Staatssekretärin im Ministerium für Bildung und Wissenschaft.